# لئوناردو ناوارو
لئوناردو ناوارو (اسپانیایی: Leonardo Navarro‎؛ ۱۹۱۵ – ۲۰۰۰) بازیکن فوتبال اهل مکزیک بود.
از باشگاه‌هایی که در آن بازی کرده‌است می‌توان به باشگاه فوتبال آتلانتی اشاره کرد.
وی همچنین در تیم ملی فوتبال مکزیک بازی کرده‌است.